# 1415년

## 연호
- 명(明) 영락(永樂) 13년
- 일본(日本) 오에이(応永) 22년

## 기년
- 명(明) 성조 영락제(成祖 永樂帝) 13년
- 조선(朝鮮) 태종(太宗) 15년

## 사건
- 8월 15일 - 포르투갈 왕국이 세우타를 갑작스럽게 공격하다.
- 8월 16일 - 세우타가 하루 만에 함락되다.
- 10월 25일 - 백년전쟁 중 아쟁쿠르 전투에서 잉글랜드군이 프랑스군을 격파하다.

## 탄생
- 3월 10일 - 모스크바 대공국의 바실리 2세(Vasily II)
- 음력 5월 12일 - 조선의 김국광(金國光)
- 9월 21일 - 신성 로마 제국의 프리드리히 3세(Friedrich III)
- 음력 9월 23일 - 조선의 양성지(梁誠之)
- 음력 10월 13일 - 조선의 이석형(李石亨)
- 음력 10월 25일 - 조선의 한명회(韓明澮)

## 사망
- 음력 1월 9일 - 조선의 검교의정부우의정(檢校議政府右議政) 최렴(崔濂)
- 음력 2월 28일 - 조선의 검교참찬문하부사(檢校參贊門下府事) 홍언수(洪彦修)
- 음력 3월 4일 - 조선의 검교의정부참찬(檢校議政府參贊) 설미수(偰眉壽)
- 음력 10월 24일 - 조선의 경승부윤(敬承府尹) 이현(李玄)